# 537 Pauly
537 Pauly eller 1904 OG är en asteroid i huvudbältet, som upptäcktes 7 juli 1904 av den franske astronomen Auguste Charlois. Den är uppkallad efter Max Pauly.
Asteroiden har en diameter på ungefär 40 kilometer.